# شهرستان ماکونی
شهرستان ماکونی (به لاتین: Makueni County) یک شهرستان در کنیا است. شهرستان ماکونی ۸٬۰۰۸٫۹ کیلومتر مربع مساحت و ۹۸۷٬۶۵۳ نفر جمعیت دارد.